# 雲林縣立元長國民中學
雲林縣立元長國民中學（英語校名：Yuanchang Junior High School，縮寫YCJH），簡稱元長國中、元中，是雲林縣元長鄉唯一的國民中學。
校名發音是「元掌」而不是「元常」，因為元長鄉地名由來，一說是根據拓墾先民「傅元掌」而命名的。

## 學校簡史
- 1957年，成立雲林縣立北港初級中學元長分部，派王淵景先生為分部主任，借用元長國小教室上課。
- 1961年，獨立為雲林縣立元長初級中學，由王淵景先生擔任首任校長。
- 1967年，由王淵景校長作詞，音樂家廖學良作曲，創作本校校歌。
- 1968年，配合九年國教，改制為雲林縣立元長國民中學。

家住元長鄉西莊村的林國統，曾於1976年及1977年擔任該校兩屆家長會長，1982年5月至8月期間，林國統以教育局督學身分代理校長，並於1982年8月正式接任為該校第4任校長。林國統校長美學素養深厚，設計校徽，規劃校園景觀，該校前庭東側有科學大樓「求真館」，中間有師生休憩用的「至善亭」，西側有藝術大樓「尚美樓」，任內完成整體校園真、善、美的佈局。
- 1993年，奉准招收夜間部補校學生，前後共有七屆補校畢業生。
- 2014年，奉准設立美術資優班，同年8月招收美術班第一屆學生。[來源請求]
- 2019年，文淵閣同學成為雲林縣第一位國中跳級資優學生。[3]。

## 歷任校長
| 任次 | 姓名   | 就職年月 | 卸任年月 | 備註             |
| ---- | ------ | -------- | -------- | ---------------- |
|      | 王淵景 | 46年7月  | 50年8月  | 元長分部主任     |
| 1    | 王淵景 | 50年9月  | 58年8月  | 校歌作詞者       |
| 2    | 郭炳煌 | 58年8月  | 65年7月  |                  |
| 3    | 鄭鐵   | 65年8月  | 71年5月  |                  |
|      | 林國統 | 71年5月  | 71年8月  | 督學代理校長     |
| 4    | 林國統 | 71年9月  | 79年9月  | 校徽創作者       |
| 5    | 張俊欽 | 79年9月  | 83年8月  |                  |
|      | 許乎忠 | 83年8月  | 84年3月  | 教務主任代理校長 |
| 6    | 爐富森 | 84年3月  | 90年7月  |                  |
| 7    | 楊明芳 | 90年8月  | 93年7月  |                  |
|      | 傅威勝 | 93年7月  | 93年8月  | 教務主任代理校長 |
| 8    | 林培竹 | 93年8月  | 95年7月  |                  |
| 9    | 陳宏義 | 95年8月  | 101年7月 |                  |
| 10   | 許美珠 | 101年8月 | 106年7月 |                  |
| 11   | 文須琢 | 106年8月 |          |                  |

## 知名校友
- 曾蔡美佐，分部第1屆，曾任立法委員。
- 吳萬教，第2屆，中華民國空軍二級上將，第十任國防大學校長，現任總統府戰略顧問。
- 蔡明水，第3屆，現任雲林縣議員。
- 吳志揚，第7屆，曾任國立中正大學校長，現任元智大學校長。
- 李明明，第14屆，現任元長鄉鄉長。

### 腳註
1. ↑  元長鄉歷史
2. ↑  .   [2020-07-31]. （原始内容存档于2021-06-19）.
3. ↑  .   [2020-07-31]. （原始内容存档于2019-07-04）.

### 網路新聞報導
- 雲林數十年首位國中資優跳級 他國一直升國三 （页面存档备份，存于）
- 會考5A++ 文淵閣就近入學北港高中 （页面存档备份，存于）
- 全縣國中會考榜首兼跳級生 選擇北港高中就近入學

## 外部連結
- 校友示範校歌詠唱